# Cyriel Dubois
Cyriel Dubois, né le 17 mai 1914 à Gooik et mort le 22 mars 1983 à Louvain, est un coureur cycliste belge, professionnel de 1937 à 1939.

## Palmarès
- 1936
  - Circuit de la Meuse
- 1938
  - 3e de la Flèche wallonne
  - 3e de la 1re étape du Tour de Belgique